# واتسلاف هاول (قایقران کانو)
واتسلاف هاول (چکی: Václav Havel; ۵ اکتبر ۱۹۲۰ – ۱۴ دسامبر ۱۹۷۹) قایقران کانو اهل چکسلواکی بود.